# Percy (Mancha)
Percy era una comuna francesa situada en el departamento de Mancha, de la región de Normandía, que el 1 de enero de 2016 pasó a ser una comuna delegada de la comuna nueva de Percy-en-Normandie al fusionarse con la comuna de Le Chefresne.

## Demografía
| Gráfica de evolución demográfica de Percy (Mancha) entre 1800 y 2014 |
|                                                                      |

Los datos demográficos contemplados en este gráfico de la comuna de Percy se han cogido de 1800 a 1999 de la página francesa EHESS/Cassini, y los demás datos de la página del INSEE.